# Whisky Romeo Zulu
Whisky Romeo Zulú es una película argentina dramática-histórica que se estrenó el 21 de abril de 2005 escrita, dirigida y protagonizada por Enrique Piñeyro. La película relata los hechos de la tragedia del Vuelo LAPA 3142, narrando el trasfondo del accidente desde la visión del mismo Piñeyro, quien (además de cineasta) fue piloto de LAPA entre 1988 y 1999 y que renunció a su puesto en junio de 1999 —sólo un par de meses antes del accidente— tras haber denunciado las desastrosas políticas y procedimientos de seguridad de la empresa.
El nombre de la película hace referencia a la matrícula de la aeronave accidentada LV-WRZ, que en el alfabeto aeronáutico se lee como "Lima Víctor - Whisky Romeo Zulu"; siendo las dos primeras letras el código aeronáutico correspondiente a Argentina y las últimas tres letras la identificación de la matrícula. No obstante también podría ser un juego de palabras ya que la película hace referencia al esquema de corrupción (Whisky), a una historia de amor (Romeo) insertada en la película, y la indisciplina en la empresa (Zulú).

## Argumento
Un fiscal escucha la grabación de la caja negra del vuelo 3142 de LAPA antes de recibir a una persona, a la que le pregunta "¿está listo?", y la escena pasa al inicio de un vuelo de LAPA, justo antes de iniciar su carrera de despegue.
Enrique Piñeyro (nombre nunca revelado) hace su primer vuelo como Comandante en LAPA. Observa un matafuegos vencido y ordena cambiarlo, pero el personal de mantenimiento altera el manómetro y repone el mismo equipo vencido. El vuelo despega sin saber que su matafuegos no fue reemplazado. Varias experiencias en vuelo (como revelar a los pasajeros problemas de comunicación, poniendo en ridículo a personal del Comando Regiones Aéreas) le hacen ganarse regaños por parte de sus superiores, que le obligan a "poner el hombro" por la compañía, en expansión. La situación empeora (promoción de un compañero con falencias en el pilotaje a Comandante y múltiples alarmas falsas), por lo que él decide escribir una carta, en la que avisa a las autoridades de LAPA que bajo el esquema actual de operaciones, un accidente aéreo ocurrirá inevitablemente. Hay un cambio de gerencia en la aerolínea (como nueva Gerente de Relaciones Exteriores, reaparece una amiga de colegio de Enrique), y el director de Operaciones le pide a Enrique retractarse de sus cartas. Enrique se rehúsa, y llega al punto de no volar en aeronaves que no están habilitadas por el reglamento. Por ello, él es suspendido como Comandante (al parecer, por intervención no ética de Directivas de la empresa) y decide renunciar.
La película también muestra al fiscal y a su asistente, que se ven amenazados por personas desconocidas, durante la investigación. Adicionalmente, se entrelaza la historia principal con la problemática relación del protagonista con su amiga de la infancia, en la que Enrique retorta avisando que las violaciones a la normatividad hacen más peligrosos los errores del piloto. Al final, varios fragmentos de noticieros muestran las consecuencias del accidente (imputaciones contra Directivas de LAPA y de la Fuerza Aérea Argentina).